# Віссаріон II (владика Чорногорії)
Віссаріон II (*Висарион II Колиновић, д/н —1662) — владика Чорногорії у 1659—1662 роках.

## Життєпис
Походив з впливового чорногорського клану Колиновичів. Народився у Люботині, поблизу Цетинє. Про його діяльність відомо замало. У 1659 році в час погіршення здоров'я митрополита Мардарія I його коад'ютором та співволодарем стає Віссаріон Колинович. Це закріплено на Чорногорському соборі та скупщині. Низка дослідників розглядає його як співвладику.
Саме він підтримував дипломатичні відносини з Венеціанською республікою, домовляючись про спільні дії проти Османської імперії, у 1660 році підтвердив попередні угоди з Венецією. У 1662 році перед смертю або після Мардарія I керував Чорногорією до призначення Печським патріорахом на посаду митрополита Руфима III. Після 1662 року про Віссаріона II нічого невідомо.